# Amblysominae
Sous-famille

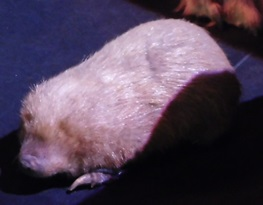
Amblysomus hottentotus

Amblysominae est une sous-famille de mammifères de la famille des Chrysochloridae. Traditionnellement classées dans l'ordre des Insectivora, les espèces de ce groupe ont été réunies de préférence dans l'ordre plus récent des Afrosoricida à la fin du XXe siècle.
Cette sous-famille a été décrite pour la première fois en 1957 par le zoologiste italien Alberto Mario Simonetta.

## Liste des genres
Selon Mammal Species of the World (version 3, 2005)  (15 décembre 2014), ITIS (15 décembre 2014) et NCBI (15 décembre 2014) :
- genre Amblysomus Pomel, 1848
- genre Calcochloris Mivart, 1867
- genre Neamblysomus Roberts, 1924

### Liste des genres, sous-genres et espèces
Selon Mammal Species of the World (version 3, 2005)  (15 décembre 2014) :
- genre Amblysomus
  - Amblysomus corriae
  - Amblysomus hottentotus
  - Amblysomus marleyi
  - Amblysomus robustus
  - Amblysomus septentrionalis
- genre Calcochloris
  - sous-genre Calcochloris (Calcochloris)
    - Calcochloris obtusirostris

  - sous-genre Calcochloris (Huetia)
    - Calcochloris leucorhinus

  - Calcochloris tytonis
- genre Neamblysomus
  - Neamblysomus gunningi
  - Neamblysomus julianae